# Emory (Musiker)
Emory (* 14. August in Hamburg; bürgerlich Michael Emory Nortey) ist ein deutscher Contemporary-R&B-Sänger ghanaischer Abstammung. Bekanntheit erlangte er durch Zusammenarbeiten mit dem Rapper Kay One. 

## Leben
Michael Emory Nortey wuchs in Hamburg als Sohn westafrikanischer Eltern auf. Im Jahr 2006 sang Norteys auf einem Schulkonzert das erste Mal. Sein Gesang fand großen Anklang, so begann er weiter zu singen. Mit seinem Freund und Produzenten Sinch nahm er anschließend einen Song auf. Danach unterschrieb Norteys bei Illos Label Tracksetters.
Im Jahr 2007 wurden die Singles Sie ist … und Oh mein Gott veröffentlicht. Es folgten Gastauftritte bei Afrob, Samy Deluxe, Separate, Ali A$ und Sprachtot. 2011 veröffentlichte Emory seine erste EP 0711. Der große Erfolg kam aber erst durch vier Gastbeiträge auf dem Kay-One-Album Prince of Belvedair. Kay One nahm ihn daraufhin mit auf seine Tournee.
2013 veröffentlichte Kay One dann das Album Rich Kidz, welches Rang 1 der deutschen Charts erreichte. Auf diesem Album war Emory wieder mit zahlreichen Gastauftritten vertreten. Im Zuge dessen wurde die zuvor veröffentlichte Single Keep Calm (Fuck U) zu einem Mainstream-Erfolg. Sie erreichte Platz 11 der deutschen Singlecharts und konnte sich 17 Wochen in den Top 100 halten. Zudem gelangten Emory & Kay One mit dem Lied Ich hass es dich zu lieben auf Rang 52 der Singlecharts. Mit Keep Calm (Fuck You) traten Kay One und Emory auch in der Schlager-Sendung Fernsehgarten auf, was von Teilen der deutschen Hip-Hop-Szene belächelt wurde.
Die enge Zusammenarbeit mit Kay One führte dazu, dass Emory während des Streites mit Kay One mehrere Spitzen abbekommt und auch im Diss-Track Leben und Tod des Kenneth Glöckler Erwähnung findet. Emory selbst versucht sich aus dem Streit herauszuhalten.

## Diskografie

### Alben
- 2011: 0711 (Tracksetters, Online-EP)

### Singles
- 2007: Sie ist … (mit Illo)
- 2007: Oh mein Gott (mit Illo)
- 2012: Aus Ende Vorbei
- 2013: Keep Calm (Fuck U) (mit Prince Kay One)
- 2013: Ich hass es dich zu lieben (mit Prince Kay One)
- 2015: DOWN
- 2015: Up and Away
- 2016: Drop It (mit Young Dee)
- 2017: Move Your Body

### Musikvideos
- 2007: Sie ist … (mit Illo)
- 2011: Stell dir vor (mit Tjay)
- 2011: Du bist nicht allein
- 2011: Superstar
- 2012: Steh jetzt auf
- 2012: Rain On You (mit Kay One)
- 2013: Keep Calm (Fuck U) (mit Prince Kay One)[5]
- 2013: Früher (mit Prince Kay One & KNS)
- 2014: Ich hass es dich zu lieben (mit Prince Kay One)[6]
- 2015:  Down[7]
- 2015:  Up and Away[8]